# Csalány Béla
Csalány Béla, 1913-ig Zweibrück (Budapest, 1879. május 18. – Budapest, 1948. január 13.) magyar festőművész.

## Élete
Zweibrück József címfestő és Ullmann Anna ötödik gyermekeként született. Művészeti tanulmányait Münchenben és a nagybányai festőiskolában végezte. Mesterei Hollósy Simon és Ferenczy Károly voltak. Budapesten telepedett le. A Műcsarnok 1909–1910. évi téli tárlatán Apósom című képével tűnt föl, s attól kezdve a Műcsarnok rendes kiállítója maradt. Az első világháború alatt a hadtörténelmi csoportban teljesített szolgálatot és több magas rangú katonai személy portréját is megfestette. Az 1918. évi téli tárlaton Weisz Manfréd-díjat nyert. 1923–1924-ben nagyobb tanulmányutat tett Dél-Amerikában, s Buenos Airesben kiállított képeivel nagy sikert aratott. Táj- és figurális képeket festett.

## Családja
Házastársa Szőlősi Sarolta (1885–1945) volt, Szőlősi Bernát és Rosenfeld Júlia lánya, akit 1902. július 3-án Budapesten, a Terézvárosban vett nőül.
Gyermekei:
- Csalány Lívia (1902–?). Férje Greiner Gyula (1895–?) magántisztviselő volt.[6] 1944 októberében eltűntek.
- Csalány Alice (1904–?). Első férje Weisz Imre (1899–?) szállodás volt, akitől elvált.[7] Második férje Bartus Gyula (1893–1967) tisztviselő volt.[8]
- Csalány József (1907–1943)[9] magánhivatalnok volt, s munkaszolgálatosként halt meg. Felesége Kovács Ida volt.

## Művei
- Isaszegi utca
- Dömösi cigánysor (1923)
- Ebéd (1926)
- Önarckép (1926)
- Olvasó asszony (1928)
- Dr. Verebély Tibor orvos portréja